# Ove Johan Vind
Ove Johan Vind (født 9. juli 1730, død 19. december 1805) var en dansk godsejer og officer, far til Christian Andreas Vind.
Han var søn af oberstløjtnant Holger Christian Vind (1693-1744) og Cecilie Cathrine von Bülow af Plüskow (1710-1792), blev 1748 fænrik i Fynske nationale Infanteriregiment, 1752 karakteriseret premierløjtnant, 1754 virkelig premierløjtnant, 1755 karakteriseret kaptajn, 1756 virkelig kaptajn og kompagnichef, 1763 karakteriseret major. I 1764 blev Vind forsat til Langelandske gevorbne Infanteriregiment, men regimentet blev opløst 1767. 1769 tog han sin afsked fra Hæren.
I 1778 købte han for 38.000 rigsdaler herregården Hindemae af kancelliråd Frederik Pedersen, men allerede 1769 var han blevet hofjægermester. Han opførte den nuværende hovedbygning på Hindemae i årene fra 1787 til 1790, men solgte i 1801 godset for 84.500 rigsdaler til Charles Adolph Denys Mourier og flyttede til Odense, hvor han købte sig en gård på byens store torv.
Han havde 20. september 1776 i Gudme Kirke ægtet Regitze Sophie Sehested (født 9. november 1755 på Karsholm slot, Skåne, død 23. februar 1823), datter af stamhusbesidder, oberstløjtnant Anders Sehested (1720-1799) og Wibeke Marie von Pultz (1729-1811). 